# Muris Mešanović
Muris Mešanović (Sarajevo, 6 luglio 1990) è un calciatore bosniaco, attaccante del Dukla Praga.

## Carriera

### Club
Nato e cresciuto in Bosnia ed Erzegovina, ha sempre giocato tra Slovacchia e Repubblica Ceca (in particolare nella seconda). Il 7 gennaio 2016 si trasferisce allo Slavia Praga.

### Nazionale
Ha giocato nelle nazionali giovanili bosniache Under-19 ed Under-21.

## Palmarès

### Club

#### Competizioni nazionali
- Campionato ceco: 2

Slavia Praga: 2016-2017, 2018-2019
- Coppa della Repubblica Ceca: 2

Slavia Praga: 2017-2018, 2018-2019
- Fotbalová národní liga: 1

Dukla Praga: 2023-2024